# Darwin-Plakette
Die Darwin-Plakette ist eine Auszeichnung für Evolutionsforschung, die 1959 aus Anlass des 100-jährigen Erscheinens der Origin of Species von Charles Darwin von der Leopoldina an 18 Wissenschaftler vergeben wurde. Danach wurde erstmals 2009 erneut eine Darwin-Plakette vergeben, an Svante Pääbo.

## Preisträger
1959 erhielten die Plakette:
- Theodosius Dobzhansky
- Nikolai Petrowitsch Dubinin
- Ronald Aylmer Fisher
- Åke Gustafsson
- Hitoshi Kihara
- Gustav Heinrich Ralph von Koenigswald
- Alfred Kühn
- Arne Müntzing
- Hermann Joseph Muller
- Otto Renner
- Bernhard Rensch
- Elisabeth Schiemann
- Iwan Iwanowitsch Schmalhausen
- George Gaylord Simpson
- Hans Stubbe
- Nikolai Wladimirowitsch Timofejew-Ressowski
- Erich Tschermak-Seysenegg
- Sergei Sergejewitsch Tschetwerikow

Weiter erhielten die Plakette:
- 2009 Svante Pääbo